# Pierre d’Aigrefeuille

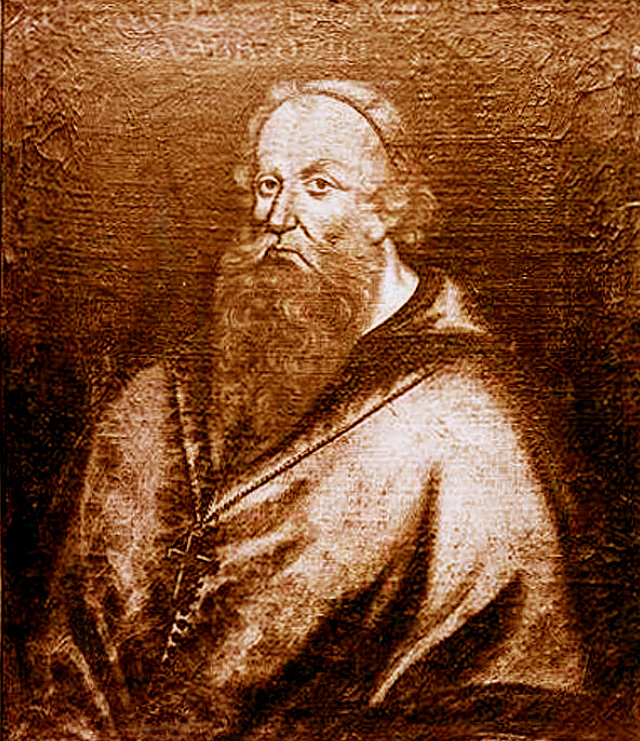
Pierre d’Aigefreuille

Pierre d’Aigrefeuille (* in La Font im Bistum Limoges; † 16. Juni 1371 in Avignon) war ein französischer Kleriker. Er war nacheinander Bischof von Tulle, Bischof von Vabres, Bischof von Clermont, Bischof von Uzès, Bischof von Mende und schließlich Bischof von Avignon.

## Leben
Pierre d’Aigrefeuille war der Sohn von Guillaume d’Aigrefeuille, Ritter, und Aigline de Tudeils. Er hatte mehrere Geschwister: Guillaume, erster Kardinal der Familie, Raymond, Bischof von Rodez, Faydit, Kardinal, Bernard, Bischof von Viviers, Aymar d’Aigrefeuille, Marschall des päpstlichen Hofes in Avignon, Étienne, Abt von La Chaise-Dieu, Éléonore, die Bertrand de Vayrac heiratete, Florence, Äbtissin von Elnon (Rouergue) und Nonenque, Marguerite, die Bertrand de Saillac heiratete, und Raymonde, die Nonne im Kloster Sainte-Marie de la Règle in Limoges war.
Anfangs war er Benediktinermönch im Kloster Sainte-Martin in Tulle, dann Propst von Marc-la-Tour und Cellerar an der Kathedrale von Tulle.

### Abt von Saint-Jean d’Angély und La Chaise-Dieu
Ab 20. September 1339 war er Dekan von Rieupeyroux und wurde am 5. Februar 1343 von seinem Onkel, dem Papst Clemens VI. zum Abt von Saint-Jean-d’Angély ernannt. Durch eine Bulle vom 2. März 1345 erhielt er das Amt des Abt von La Chaise-Dieu, das er am 11. Dezember 1346 antrat.

### Eine außergewöhnliche Bischofslaufbahn
Am 19. Februar 1347 wurde er Bischof von Tulle, am 24. Oktober 1347 Bischof von Vabres, am 17. Februar 1349 Bischof von Clermont und am 8. Februar 1357 Bischof von Uzès. Am 11. August 1366 erhielt er das Bistum Mende, bevor er 1368 von Papst Urban V. zum Bischof von Avignon ernannt wurde. Dieses Amt trat er erst am 17. September 1369 an. Er starb am 16. Juni 1371 in Avignon.
Pierre d’Aigrefeuille residierte die meiste Zeit in Villeneuve-lès-Avignon in der Bastide de Réalpanier, seiner Livrée cardinalice.